# Родопско лале
Родопско лале (на латински: (Tulipa rhodopea) е многогодишен растителен вид от род Лалета. Защитен е от закона за биологичното разнообразие и включен в Червената книга на Република България. Открито е от чешкия ботаник Йосиф Веленовски през 1899 г. при екскурзия из Родопите.

## Разпространение
То е рядко срещано растение. Среща се в Източните и Централните Родопи и в планината Славянка. Расте по сухи тревисти и каменисти места.

## Описание
Видът има едра яйцевидна луковица, покрита с черно-кафяви ципести люспи. Стъблото е изправено високо от 20 см до 45 см. Листата са 3 – 4 линейно ланцетни с вълнообразно нагънати краища. Цъфтят от края на април и целия юни. Околоцветните листчета са 6 еднакви по големина, тъмночервени с восъчен налеп отвън. В основата отвътре са с черно петно с жълт кант. Тичинковите дръжки са голи, а прашниците почти
черни.